# Олександр Швець (тенісист)
Олександр Швець (нар. 29 червня 1972) — колишній білоруський тенісист.
Найвищу одиночну позицію світового рейтингу — 195 місце досяг 10 липня 2000, парну — 405 місце — 8 жовтня 2001 року.

## Фінали ATP Челленджер і ITF Ф'ючерс

### Одиночний розряд: 7 (5–2)
| Легенда              |
| -------------------- |
| ATP Челленджер (0–1) |
| ITF Ф'ючерс (5–1)    |

| Фінали за покриттям |
| ------------------- |
| Тверде (5–1)        |
| Ґрунт (0–1)         |
| Трава (0–0)         |
| Килим (0–0)         |

| Результат | В-П | Дата     | Турнір                                      | Рівень     | Покриття | Суперник         | Рахунок              |
| --------- | --- | -------- | ------------------------------------------- | ---------- | -------- | ---------------- | -------------------- |
| Перемога  | 1–0 | Жов 1999 | Узбекистан F3, Ґулістан (місто, Узбекистан) | Ф'ючерс    | Тверде   | Дмитро Томашевич | 6–2, 6–4             |
| Перемога  | 2–0 | Жов 1999 | Узбекистан F4, Фергана                      | Ф'ючерс    | Тверде   | Ліор Дахан       | 6–2, 6–0             |
| Перемога  | 3–0 | Жов 1999 | Узбекистан F5, Карші                        | Ф'ючерс    | Тверде   | Стефано Гальвані | 6–4, 3–6, 6–3        |
| Перемога  | 4–0 | Жов 2000 | Узбекистан F3, Ґулістан (місто, Узбекистан) | Ф'ючерс    | Тверде   | Міхал Мертіняк   | 6–7(10–12), 6–1, 6–4 |
| Поразка   | 4–1 | Жов 2000 | Бухара, Узбекистан                          | Челленджер | Тверде   | Ноам Бер         | 6–4, 6–7(3–7), 0–6   |
| Поразка   | 4–2 | Сер 2001 | Росія F2, Саранськ                          | Ф'ючерс    | Ґрунт    | Орест Терещук    | 1–6, 5–7             |
| Перемога  | 5–2 | Жов 2001 | Узбекистан F3, Карші                        | Ф'ючерс    | Тверде   | Олексій Кедрюк   | 6–3, 6–1             |

### Парний розряд: 5 (2–3)
| Легенда              |
| -------------------- |
| ATP Челленджер (0–2) |
| ITF Ф'ючерс (2–1)    |

| Фінали за покриттям |
| ------------------- |
| Тверде (1–2)        |
| Ґрунт (1–1)         |
| Трава (0–0)         |
| Килим (0–0)         |

| Результат | В-П | Дата     | Турнір                                      | Рівень     | Покриття | Партнер          | Суперники                                  | Рахунок       |
| --------- | --- | -------- | ------------------------------------------- | ---------- | -------- | ---------------- | ------------------------------------------ | ------------- |
| Поразка   | 0–1 | Сер 1998 | Сопот (Польща), Польща                      | Челленджер | Ґрунт    | Милен Велев      | Джеймс Грінхелг Ненад Зімоньїч             | 1–6, 3–6      |
| Перемога  | 1–1 | Жов 1999 | Узбекистан F3, Ґулістан (місто, Узбекистан) | Ф'ючерс    | Тверде   | Дмитро Томашевич | Ерхан Орал Ефе Устюндаг                    | 6–3, 6–1      |
| Перемога  | 2–1 | Сер 2001 | Росія F2, Саранськ                          | Ф'ючерс    | Ґрунт    | Орест Терещук    | Олександр Сіканов Олександр Ярмола         | 6–2, 7–5      |
| Поразка   | 2–2 | Жов 2001 | Бухара, Узбекистан                          | Челленджер | Тверде   | Олексій Кедрюк   | Айсам Куреші Рогір Вассен                  | 2–6, 4–6      |
| Поразка   | 2–3 | Жов 2001 | Узбекистан F3, Карші                        | Ф'ючерс    | Тверде   | Олексій Кедрюк   | Кирило Іванов-Смоленський Дмитро Томашевич | 4–6, 7–5, 3–6 |